# Онли, Джерри
Джерри Онли (англ. Jerry Only), настоящее имя Джеральд Кайафа (англ. Gerald Caiafa), родился 21 апреля 1959, Лоди, Нью-Джерси — басист американской хоррор-панк-группы The Misfits.
Создатель стиля прически Devilock.

## Карьера в Misfits
В юности на Джерри Онли оказали влияние такие исполнители как Дэвид Боуи (до 1974 года), Элис Купер, The Clash, The Ramones, Blondie, а также первые альбомы Kiss и Queen.
Джерри присоединился к The Misfits в качестве бас-гитариста в 1977 году, всего через несколько месяцев после того как на Рождество он получил в подарок свою первую бас-гитару. Семь дней в неделю Джерри работал на фабрике своего отца, чтобы раскрутить The Misfits, а по выходным[прояснить] играл на её выступлениях. Так продолжалось в течение нескольких лет, пока группа неожиданно не распалась (как вскоре стало известно, из-за разногласий между вокалистом Гленном Данцигом и остальными участниками).
С 1983 по 1995 год[прояснить] Джерри и его младший брат (гитарист, также бывший участник Misfits) Дойл образовали группу Kryst the Conqueror.

### Второе пришествие
Вскоре в 1995 году начался судебный процесс с основателем группы Гленном Данцигом по делу об авторских правах на The Misfits. Дело закончилось победой Джерри, и теперь он мог выступать и записывать композиции под именем «The Misfits», деля доход от мерчандайза с Данцигом.
Сравнительно быстро был сформирован новый состав: на вокал взяли молодого и подающего надежды Майкла Грэйвса, Dr. Chud (Cannibalistic Humanoid Underground Drummer) на ударных и Дойл (взявший псевдоним Дойл Вольфганг фон Франкенштейн) на гитаре. Джерри Онли остался играть на басу.
Весь мир[уточнить] скептически воспринял воссоздание группы — какой же Misfits без Гленна Данцига? Но когда вышел диск American Psycho, ухмылки сменились на аплодисменты — альбом превзошёл все ожидания и даже последние скептики согласились его поставить в дискографию Misfits далеко не на самое последнее место.
В 1999 году с целью расширения аудитории группа в полном составе приняла участие в нескольких реслинг-шоу WCW Nitro, участвуя в сюжетной линии с Вампиро, а Онли даже провёл матч в стальной клетке со Стивом «Доктор Смерть» Уильямсом. Осенью 1999 года выходит альбом Famous Monsters.

### Новый состав
В 2000-м году группа распалась. Dr. Chud и Грейвс сформировали новую группу — Graves; Дойл также ушёл из группы и вскоре собрал новую группу Gorgeous Frankenstein. Даже такой поворот не смог остановить Джерри: вскоре был сформирован новый, третий по счету состав, включивший в себя: гитариста Dez Cadena (бывш. Black Flag и DC3) и ударника Марки Рамона (из Ramones), а «бессменный» Джерри кроме бас-гитары взял на себя обязанности вокалиста.

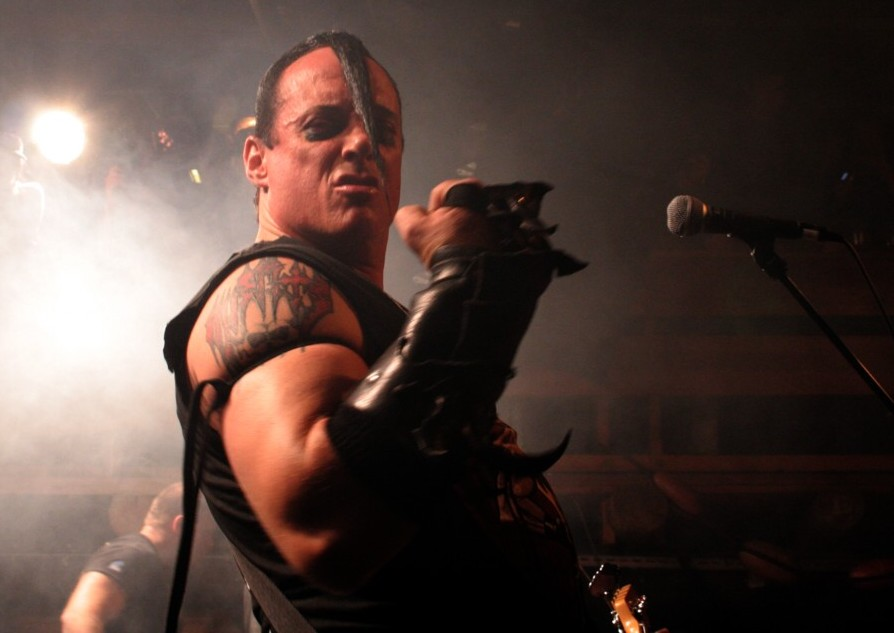
2006 год

В начале 2005 Марки Рамон покинул группу, и Джерри пригласил в группу их бывшего участника — ROBO (бывш. The Misfits, Black Flag) на пустующее место ударника.
Осенью 2011 года вышел новый альбом The Misfits — The Devil’s Rain.

### В настоящее время
В 2016 году (спустя 33 года) The Misfits воссоединились в составе «Данциг-Онли-Дойл». В 2017 году воссоединившийся состав дал еще два концерта на MGM Grand Garden Arena в Лас-Вегасе 28 декабря и The Forum в Инглвуде, штат Калифорния, 30 декабря. они также выступили в пруденциальном центре в Ньюарке, штат Нью-Джерси, 19 мая 2018 года.